# Hemgölen (Gärdserums socken, Småland)
Hemgölen är en sjö i Åtvidabergs kommun i Småland och ingår i Storåns huvudavrinningsområde. Sjön har en area på 0,0502 kvadratkilometer och ligger 87,2 meter över havet. Sjön avvattnas av vattendraget Könserumsån.

## Delavrinningsområde
Hemgölen ingår i det delavrinningsområde (645675-152000) som SMHI kallar för Utloppet av Stora Gullringsvattnet. Medelhöjden är 94 meter över havet och ytan är 22,65 kvadratkilometer. Det finns inga avrinningsområden uppströms utan avrinningsområdet är högsta punkten. Könserumsån som avvattnar avrinningsområdet har biflödesordning 2, vilket innebär att vattnet flödar genom totalt 2 vattendrag innan det når havet efter 41 kilometer. Avrinningsområdet består mestadels av skog (63 procent) och jordbruk (20 procent). Avrinningsområdet har 1,18 kvadratkilometer vattenytor vilket ger det en sjöprocent på 5,2 procent.